# Grafschaft Pitten

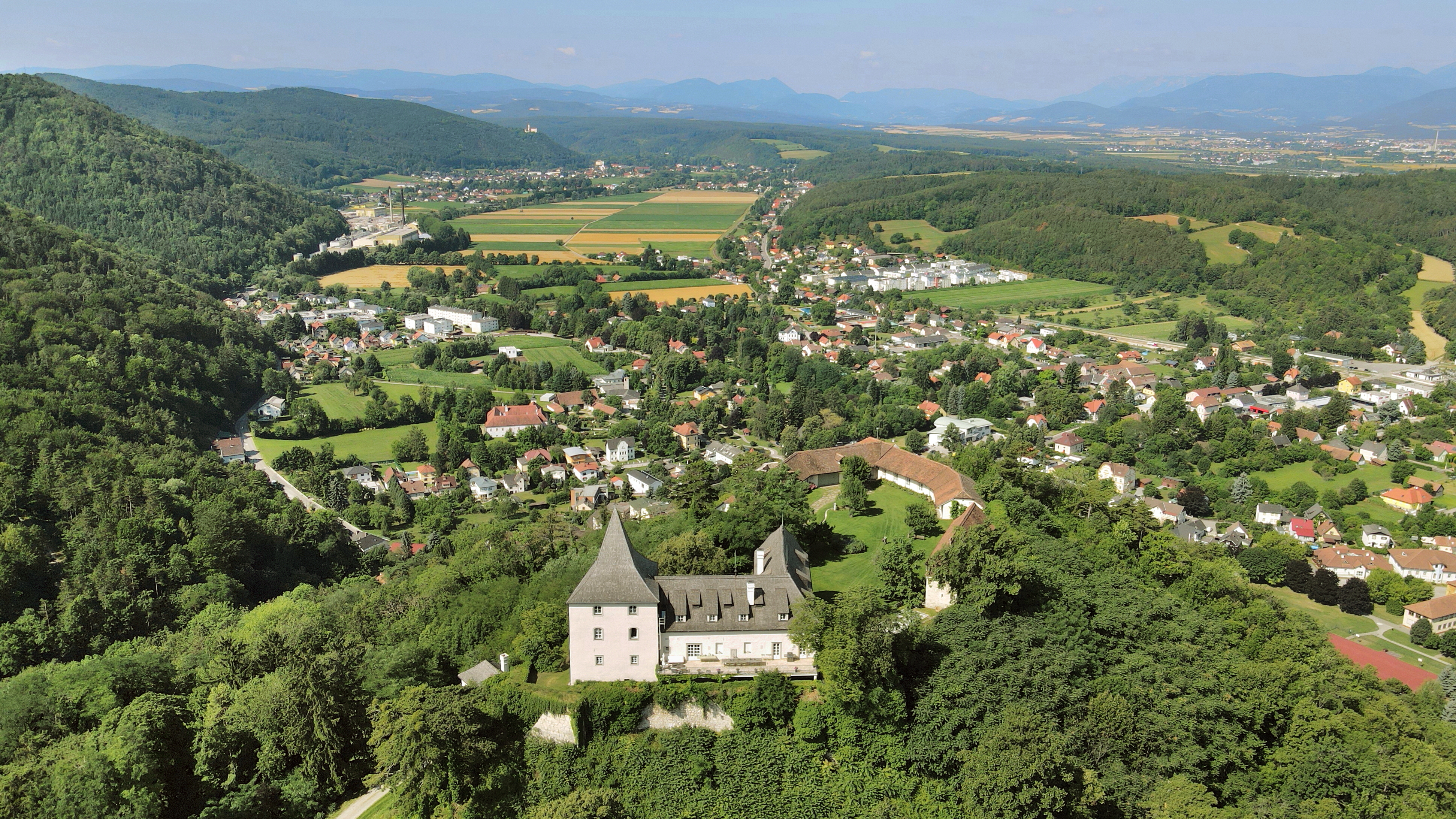
Burg Pitten (Blick Richtung Südwest)

Die Grafschaft Pitten ist eine unpräzise Bezeichnung für das Pittener Gebiet, ein spätmittelalterliches Herrschaftsgebiet im Bereich der heutigen Bezirke  Neunkirchen, Wiener Neustadt-Land und Wiener Neustadt (Steinfeld mit Umland), das herrschaftsrechtlich gesehen keine Grafschaft, aber zeitweilig im Besitz von Grafen war. 

## Name und Umfang

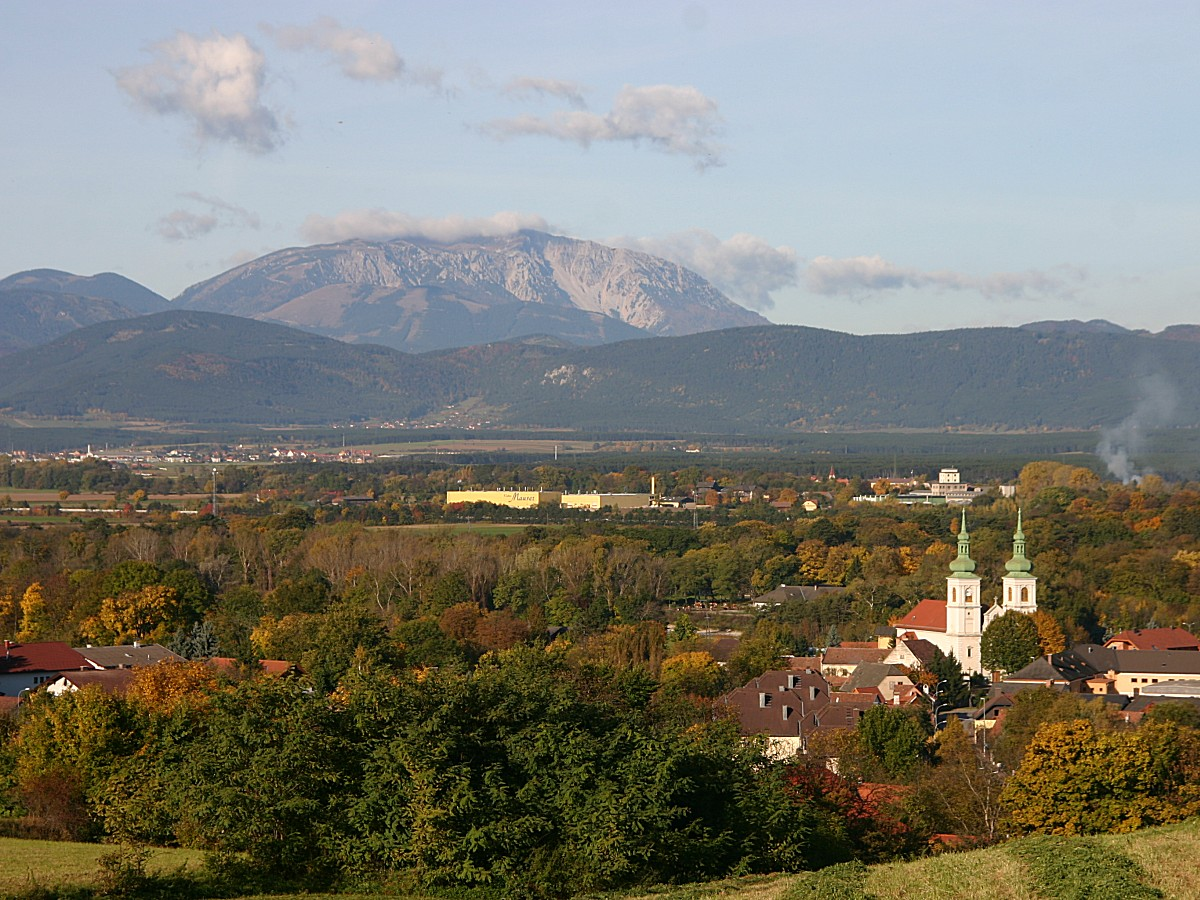
Steinfeld in der Nähe von Pitten

Für die historische Landschaft zwischen Semmering und Piestingfluss, die nie eine politische Einheit war, gibt es unterschiedliche Bezeichnungen – „Mark Pitten“, „Grafschaft Pitten“, „Pittener Land“, „Wiener Neustädter Bezirk“, „Wiener Neustädter Distrikt“ oder „Pittener Gebiet“. Die Bezeichnung „Pittner Gebiet“ hat den Vorzug, dass keine Zuschreibung von Eigenschaften erfolgt. Der Landstrich liegt im Süden des heutigen Niederösterreich nordöstlich des Semmering, südöstlich des Wienerwaldes und südlich der Piesting mit der Landschaft der Buckligen Welt und den Orten Pitten, Gloggnitz, Klamm, Payerbach, Pottschach und Neunkirchen. Zwei wichtige alte Pässe liegen an der Südgrenze des Gebiets, der Wechsel in die Oststeiermark und das Preiner Gscheid in das obere Mürztal. Verwaltungszentrum war das Schloss Pitten (auch Pütten, Butino, Putine) oberhalb der Ortschaft Pitten.

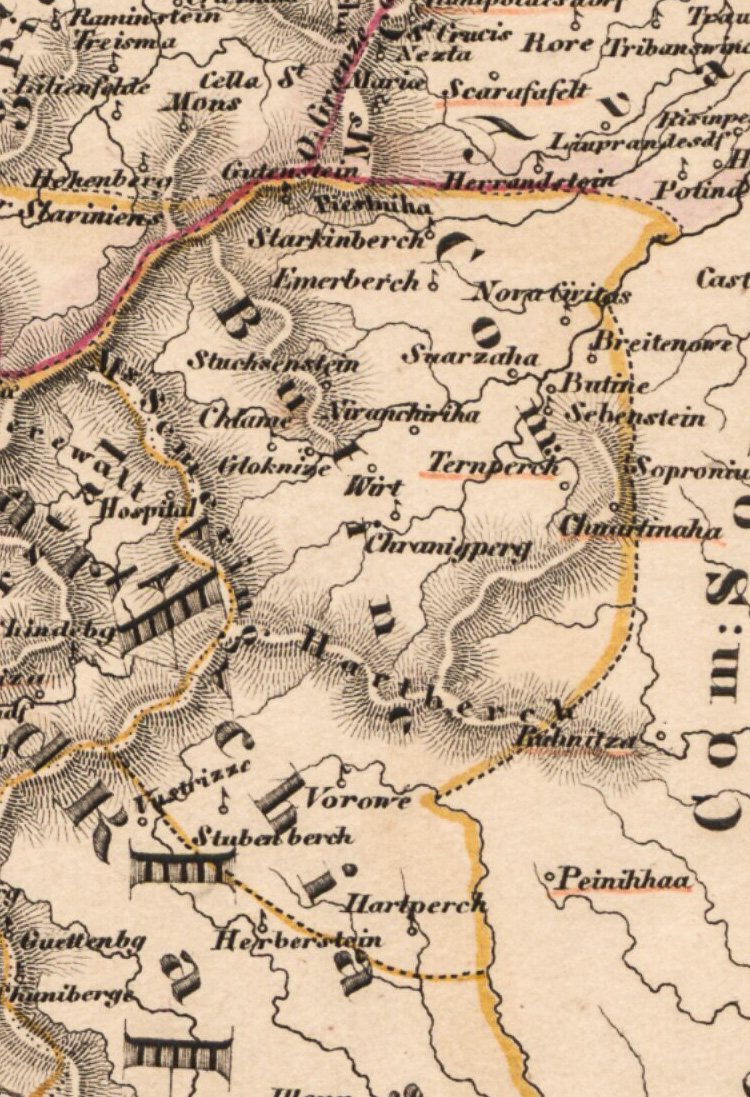
Pittener Gebiet Com Butine als südöstliche Mark Deutschlands bis 1180

Vom 9. bis in die erste Hälfte des 12. Jahrhunderts war die Pittner Mark ein Teil des Herzogtums Kärnten auch mit Teilen der Oststeiermark. Das Pittener Gebiet (silva Putinensis / Pittener Wald) reichte im Süden über den Wechsel, der damals Hartperch (dobronuc / Eichenwaldgebirge) hieß, über Vorowe (Vorau), Stubenberch (Stubenberg) bis zur jetzigen Stadt Hartberg und auch im Südwesten über den Semmering / Cerwald. Diese Ausdehnung zeichnete der Kartograf Karl Spruner von Merz 1838 in seiner Darstellung des Com Butine auf der Karte Die südöstlichen Marken Deutschlands bis zur Gründung der Herzogthümer Oesterreich & Steyermark.
Im 12. Jahrhundert reichte die Grafschaft Pitten im Norden bis zur Piesting und im Osten etwa bis zur Linie Theresienfeld, Wiener Neustadt, Markt Sankt Martin. Die südwestliche Grenze entspricht etwa der heutigen niederösterreichischen Landesgrenze von Kirchschlag in der Buckligen Welt bis in die Berge nördlich von Neuberg an der Mürz. Die nordwestliche Grenze verlief durch die Berge im Bereich Schwarzau im Gebirge, Gutenstein und Pernitz.

## Frühgeschichte

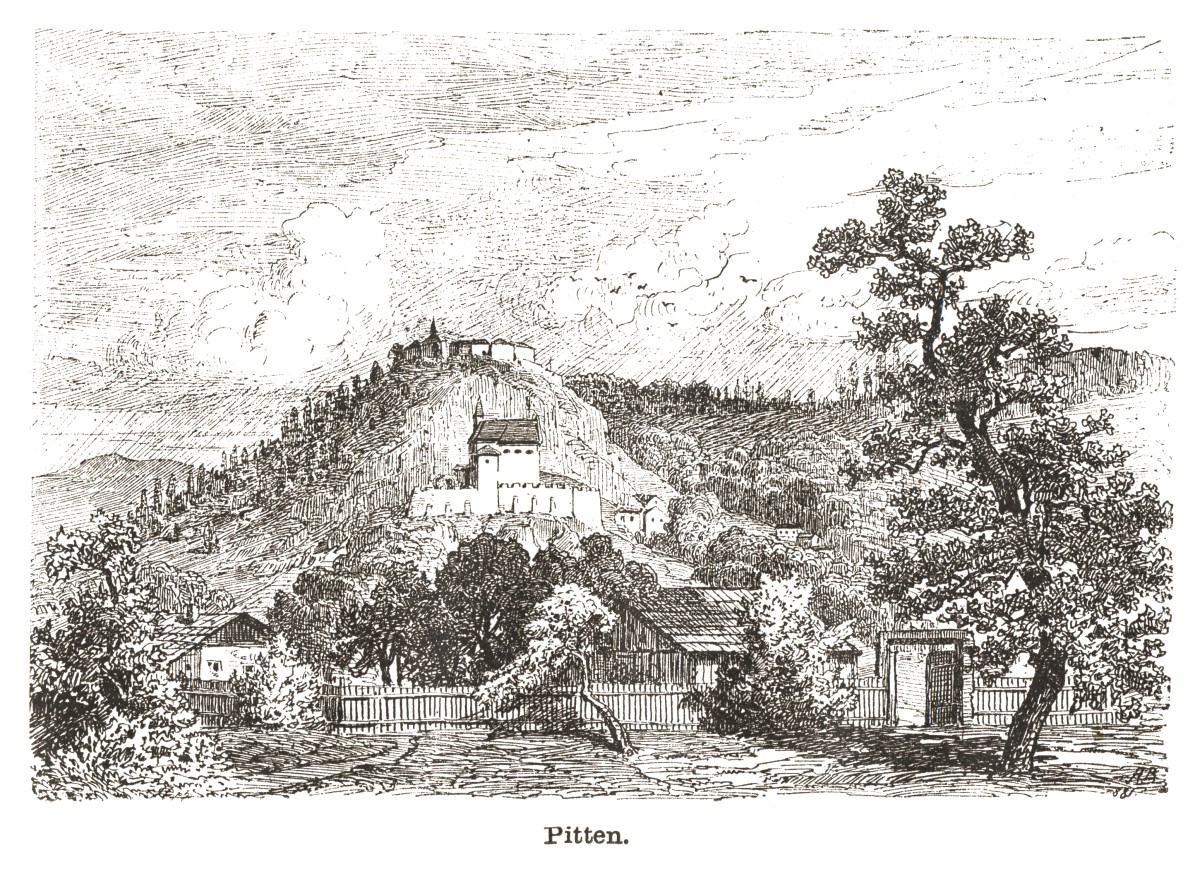
Verwaltungszentrum war Burg Pitten (1882)

Aus dem 9. Jh., die Zeit der Awarenmark und des Plattensee-Fürstentums (839~901) gibt es bisher nur wenige Hinweise zum Pittner Gebiet. Während die Archive der Erzdiözese Salzburg für die frühe Zeit oft eine gute Quelle sind, werden 860 im Pittner Gebiet bzw. im vorgelagerten burgenländisch-ungarischen Raum nur nebenbei und nicht genau lokalisiert ein Penninwang und eine ecclesie Ellodies, Anzonis et Miningonis erwähnt. Der Name Pitten wird erstmals in einer Freisinger Traditionsnotiz im Jahr 869 erwähnt.
Eine Nonne von hoher Herkunft, Peretcunda ad Puttinu, wurde als Stifterin eines Hofs erwähnt. Ihre Abstammung erschließt sich nur indirekt. Überlegungen, dass sie eine Enkelin von Ratpot, dem Präfekten des bairischen Ostlandes war, wurden als weniger wahrscheinlich angesehen. Sie könnte mit dem bayrischen Uradelsgeschlecht der Huosi und mit Arbeo von Freising verwandt gewesen sein. Bereits zu ihrer Zeit gab es eine durch Gräben und Palisaden gesicherte Wallanlage. In der Zeit von der Schlacht bei Pressburg 907 bis zur Schlacht auf dem Lechfeld 955 war das Gebiet unter ungarischer Herrschaft. Großfürst Árpád hatte den bayerischen Heerbann vernichtend geschlagen. Bis zu dieser Zeit scheint die Gegend den Herren von Ebersberg gehört zu haben. Für die Ungarn wurde das Gebiet Teil des sogenannten Graslandes, des Gyepű, eine Art Niemandsland zum Schutz der ungarischen Grenzen, eine alte Verteidigungsstrategie der Awaren, die die Ungarn übernommen hatten.
In einer rund 100 Jahre dauernden Phase kam es zu einer Rekultivierung und Kolonialisierung der Gebiete östlich der Enns unter den Liudolfingern. Für das Pittener Gebiet gibt es aus dem 10. Jahrhundert keine Nachrichten. Die aus der Karolingerzeit bekannten kirchlichen Grundbesitzer Stift Kremsmünster, Stift Freising oder Stift Mattsee meldeten keine Ansprüche an frühere Besitzungen.
Gottfried von Pitten († 1050), der Sohn des Markgrafen der Kärntner Mark bzw. späteren Steiermark Arnold II. von Wels-Lambach und selbst Mit-Markgraf, schlug 1042 die eingefallenen Ungarn und erhielt dafür von König Heinrich III. großen Besitz im Gebiet, das man dann als die Grafschaft Pitten bezeichnete. 1050 wurde Gottfried von seinen Feinden auf Burg Lambach getötet. Sein reicher Allodialbesitz in Pitten gelangte über seine Tochter Mathilde an deren Gemahl, Graf Ekbert I. von Formbach-Neuburg aus Neuburg am Inn. Mathilde beerbte auch ihren Onkel Bischof Adalbero von Würzburg (1010–1090). Aus diesem Besitz stiftete sie über etliche Orte im Eferdinger Becken verstreute Hörige dem Kloster Vornbach (Stift Formbach). Große Schenkungen aus dem Pittener Gebiet waren das Dorf Neunkirchen mit dem Markt, zwei Pfarrkirchen, das Dorf Wörth, Weingärten in Pottschach und Würflach und weitläufige Ländereien um Gloggnitz.

## Festigung der Grenzen

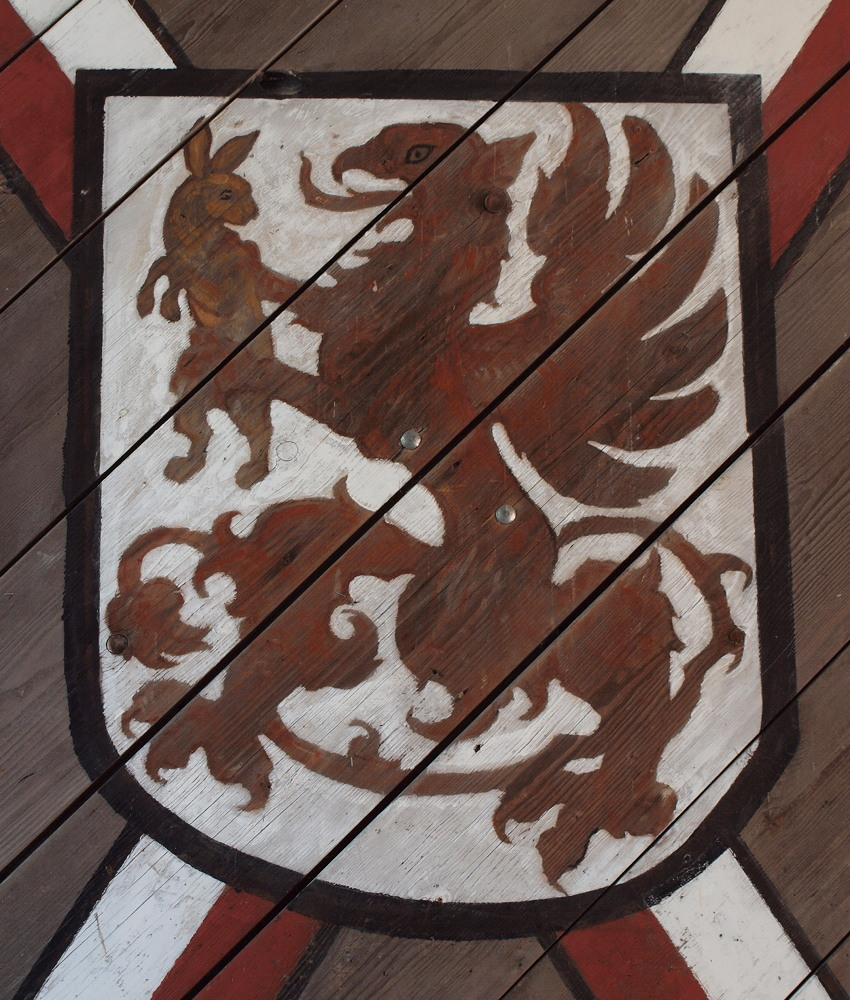
Wappen der Grafschaft Formbach-Neuburg-Pitten in der Darstellung auf dem äußeren Burgtor der Neuburg am Inn

Noch im 11. Jahrhundert konnten Eckbert I. und seine Gefolgsleute im Pittener Gebiet den Grenzstreifen zu einer Grenzlinie machen. Da die Formbacher im Investiturstreit auf der „richtigen“ Seite  standen, konnten sie über drei Generationen ihren Einfluss sichern. 1144 wird von Zehentstreitigkeiten der Klöster Vornbach und Stift Reichersberg im Pittenwald berichtet. Der silvia Putinensis war Eigengut der Formbacher und ein Gebiet, das erst teilweise durch Rodung erschlossen war und unklare Grenzziehungen hatte. Im Bereich von Neunkirchen und Gloggnitz haben die Grafen die salzburgischen Zehentrechte vorerst nicht anerkannt. Graf Eckbert II. von Formbach von Pütten († 1144), er war dem Pittner Gebiet verbunden und führte seit 1114 das Prädikat de Butine, ließ sich den einst von seinem Vater gestifteten Landstrich zwischen Gloggnitz und der Felsenenge von Schottwien regelrecht abkaufen. Zwar war laut Gründungsnotiz dem Kloster Vornbach Neunkirchen zur Gänze übertragen gewesen, aber man konnte keine Klosterherrschaft gleich Gloggnitz etablieren. Es war nicht gelungen, die Pittner Ministerialität von Neunkirchen fernzuhalten. Ganze Ortsteile waren als Lehen an diese Leute vergeben. Trotz des Versuchs einer Urkundenfälschung verblieben dem Kloster Vornbach in Neunkirchen letztlich nur Grundzinseinnahmen. Die 1149 erwähnten ministeriales Putinense saßen außer in Neunkirchen in den Dörfern und lebten auf befestigten Höfe, oft gebaut aus flechtwerkverstärkten Lehmmauern. Höhenburgen waren in formbachischer Zeit noch selten.
1158 fiel Graf Ekbert III. von Pitten (Sohn Graf Ekberts II. und der Willebirg, Tochter Ottokars II. von Steyr) beim Kloster Chiaravalle im Kampf gegen die Mailänder und die Grafschaft gelangte so an seinen Cousin, den steirischen Traungauer Ottokar III. Der Hase in den Fängen des Greifs war das goldene Wappentier der alten Grafschaft Formbach-Neuburg-Pitten, das Otokar übernommern hat. Seine Gründung, das Kartäuserkloster Seiz ist nach dem „zajec“, deutsch dem „Hasen“, benannt. Auf einer barocke Grabplatte von 1696 von Markgraf Otokars III. in der Klosterkirche Rein hält der schlafend wirkende Markgraf den Hasen traulich im Arm.
Ministerialien der Otakare saßen auf den Burgen Starhemberg, Emmerberg, Klamm, Kranichberg, Grimmenstein und Landsee (Landesehre). Namensgebende Sitze von Grafen und Edelfreien waren um diese Zeit Waldegg und Pitten. Die Pfalz, der repräsentative Mittelpunkt der Ottokare war Bad Fischau.
1194 wurde auf Pittener Gebiet durch Herzog Leopold V. die Stadt Wiener Neustadt gegründet.
1254 wurden im Frieden von Ofen die Mark Pitten (und auch der Traungau) von der Steiermark abgetrennt: Przemisl Ottokar II. von Böhmen erhielt Österreich mit Pitten (und dem Traungau), Bela IV. von Ungarn die restliche Steiermark.

## Eingliederung in das Erzherzogtum Österreich
Im Reich der Habsburger war dann die Grafschaft Pitten bis Anfang des 16. Jahrhunderts Teil Innerösterreichs und wurde somit zeitweise wieder von Graz aus, also dem Herzogtums Steiermark regiert, bevor es dann im österreichischen Erzherzogtum aufging. Den Titel des Grafen von Pitten führten die Habsburger bis an das Ende der Monarchie. Es war die Ortsbezeichnung Pittener Waldmark üblich, wenn von der heutigen Buckligen Welt gesprochen wurde.